# NGC 6893
NGC 6893 is een lensvormig sterrenstelsel in het sterrenbeeld Telescoop. Het hemelobject werd op 7 juli 1834 ontdekt door de Britse astronoom John Herschel.

## Synoniemen
- ESO 234-6
- FAIR 537
- AM 2017-482
- IRAS 20172-4824
- PGC 64507